# Petruskirche (Kiel)

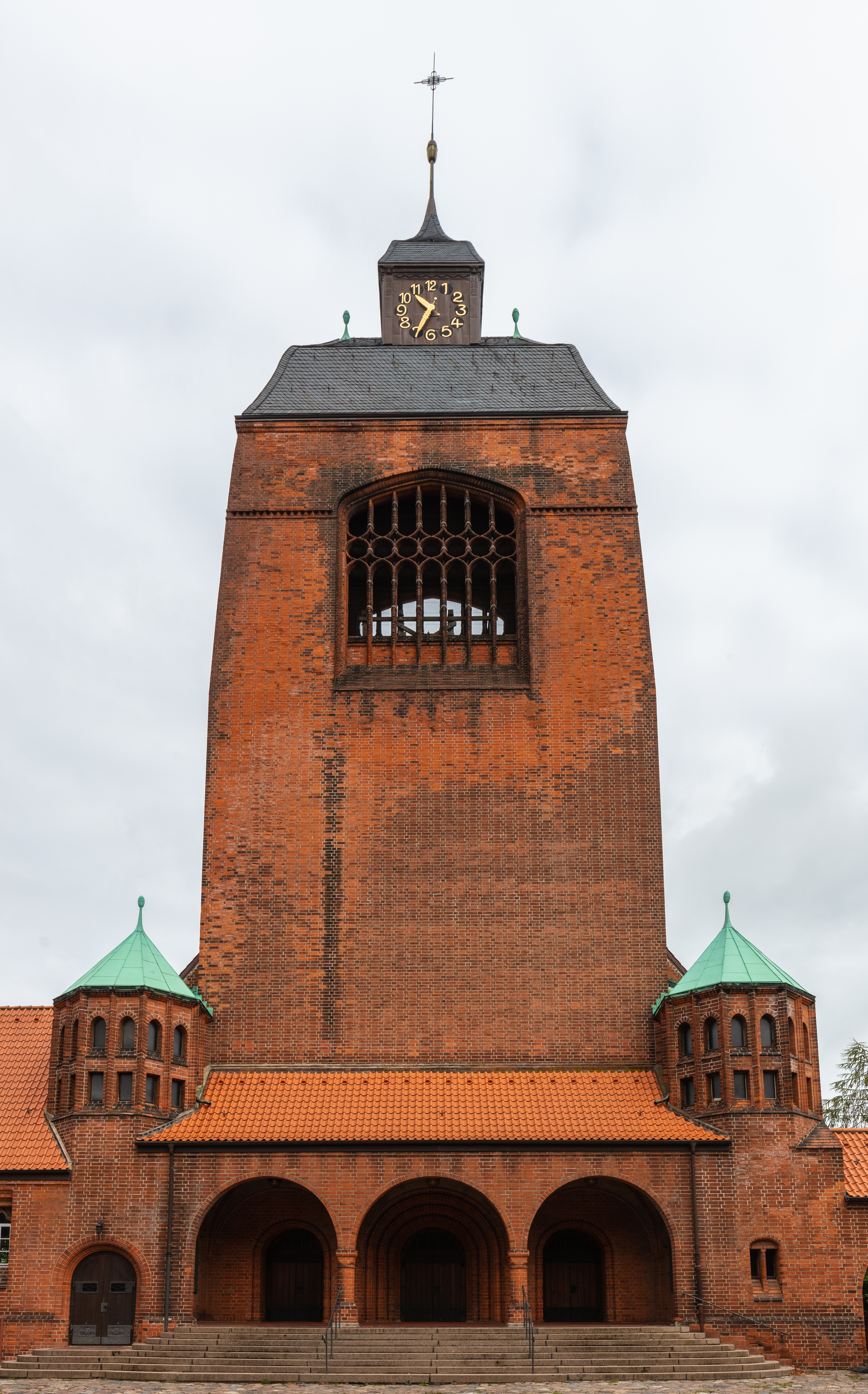
Glockenturm

Die Petrus-Kirche im Kieler Stadtteil Wik wurde im Auftrag von Großadmiral Alfred von Tirpitz in den Jahren 1905–1907 als Garnisonkirche erbaut. Dieser handelte auf Empfehlung von Admiral Prinz Heinrich von Preußen, dem Bruder Kaiser Wilhelms II., und betraute mit diesem Bauvorhaben die Architekten Curjel & Moser.

## Geschichte
Kurz nachdem Kiel 1871 zum Reichskriegshafen erhoben worden war, wurde 1878–1882 auf einem Hügel über dem Niemannsweg die erste Garnisonkirche, die Paulus-Kirche, erbaut. Die beständig anwachsende Kaiserliche Marine machte den Bau einer weiteren Kirche für die Angehörigen der Marine nötig. Ursprünglich zur Einsparung von Kosten als Simultankirche geplant, wurde, da sich dies aus politischen Gründen nicht durchsetzen ließ, die in Auftrag gegebene neue größere Petrus-Kirche als evangelische Kirche errichtet. Im Jahr 1907 entstand unweit dieser an der Feldstraße die katholische St.-Heinrich-Kirche.
Großadmiral Alfred von Tirpitz, „Vater“ der Flottengesetze, gab als Staatssekretär im Reichsmarineamt den Auftrag zum Bau der beiden Kirchen, nachdem das Reichsschatzamt aus Geldmangel die Mittel zunächst nicht bereitstellen wollte. Die Gesamtkosten für die Petrus-Kirche wurden auf 300.000 Mark veranschlagt, aber um fast 100.000 Mark überschritten.
Für den Bau der evangelischen Kirche bestimmte Tirpitz das erfolgreiche und im Sakralbau ausgewiesene Karlsruher Architektenbüro der beiden gebürtigen Schweizer Karl Moser und Robert Curjel. Seine interessierte Teilnahme ging so weit, dass er von den Architekten forderte, eine „Baugruppe“ – aus Kirche, Konfirmandensaal, Pfarrhaus und Verwaltungsgebäude – zu entwerfen, die in Backstein in „dort heimischen Bauformen“ mit besonders großen Steinen in Klosterformat errichtet werden sollte. Auf Anregung des Garnison-Bauinspektors Adalbert Kelm ordnete Tirpitz auch an, die Kirche zur Verbesserung der städtebaulichen Wirkung entgegen den sonst üblichen Regeln nicht zu osten, sondern zu norden. So entgeht der hohe mächtige Turm der Einengung durch die gegenüberliegende hohe geschlossene Häuserzeile auf der Westseite der „zivilen“ Adalbertstraße und richtet sich zur Stadt hin, nach Süden aus. Im Zweiten Weltkrieg 1944 durch Bomben teilweise zerstört, konnte die Petrus-Kirche vor allem durch Spenden der amerikanischen Sektion des Lutherischen Weltbundes 1949 innerhalb von zwei Monaten wieder aufgebaut werden.

## Architektur

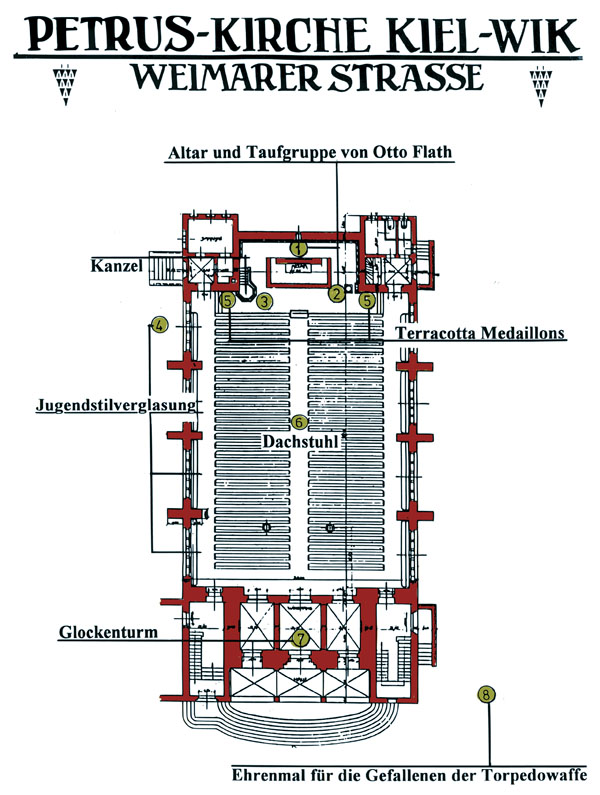
Grundriss der Petrus-Kirche Kiel-Wik

Erbaut in den Jahren 1905–1907 als Marine-Garnisonkirche durch die bekannten Architekten Curjel & Moser, bildet dieses Gotteshaus ein eindrucksvolles Beispiel für den modernen evangelischen Kirchenbau des frühen 20. Jahrhunderts. Alfred Kamphausen etwa attestierte der Wiker Kirche, im Vergleich zu ihren unmittelbaren Vorläufern eine „kühnere, das 20. Jahrhundert einleitende Leistung“ zu sein. In ihr verschmelzen elegant historistische und zeitgenössische Jugendstilformen. Große Flächenausdehnungen werden kombiniert mit grazilen Ziegelstreben und einer filigranen Formensprache in den Steinmetzarbeiten.

### Glockenturm
Im Dehio für Hamburg und Schleswig-Holstein zeigt man sich beeindruckt von der „eigenwilligen, romanische und spätgotische Elemente einbeziehenden Jugendstil Gestalt“ des Turms.

## Innenraum und Ausstattung

### Jugendstilfenster
Die Formgebung der Jugendstil-Fenster in ihrer ursprünglichen Verglasung verstärkt die Wirkung des baulichen Gesamtkunstwerkes. Die bauzeitlichen, ornamentalen Verglasungen aus hellem Kathedralglas in Weiß und pastelligen Gelb-, Blau-, Grün- und Violettfarben griffen in der Gestaltung sowohl schwungvolle als auch geradlinige Elemente des Jugendstil auf. Auf Betreiben des Fördervereins für die Petrus-Kirche Kiel-Wik e. V. wurden die Fenster originalgetreu wiederhergestellt.

### Altarraum
Der Altarraum wurde 1939 mit Skulpturen von Otto Flath neu gestaltet.

### Evangelisten
Den Chorraum des Hauptschiffes flankieren auf beiden Seiten je zwei der Evangelistensymbole, die als Terracotta-Medaillons in das Mauerwerk eingebracht sind.

### Orgel

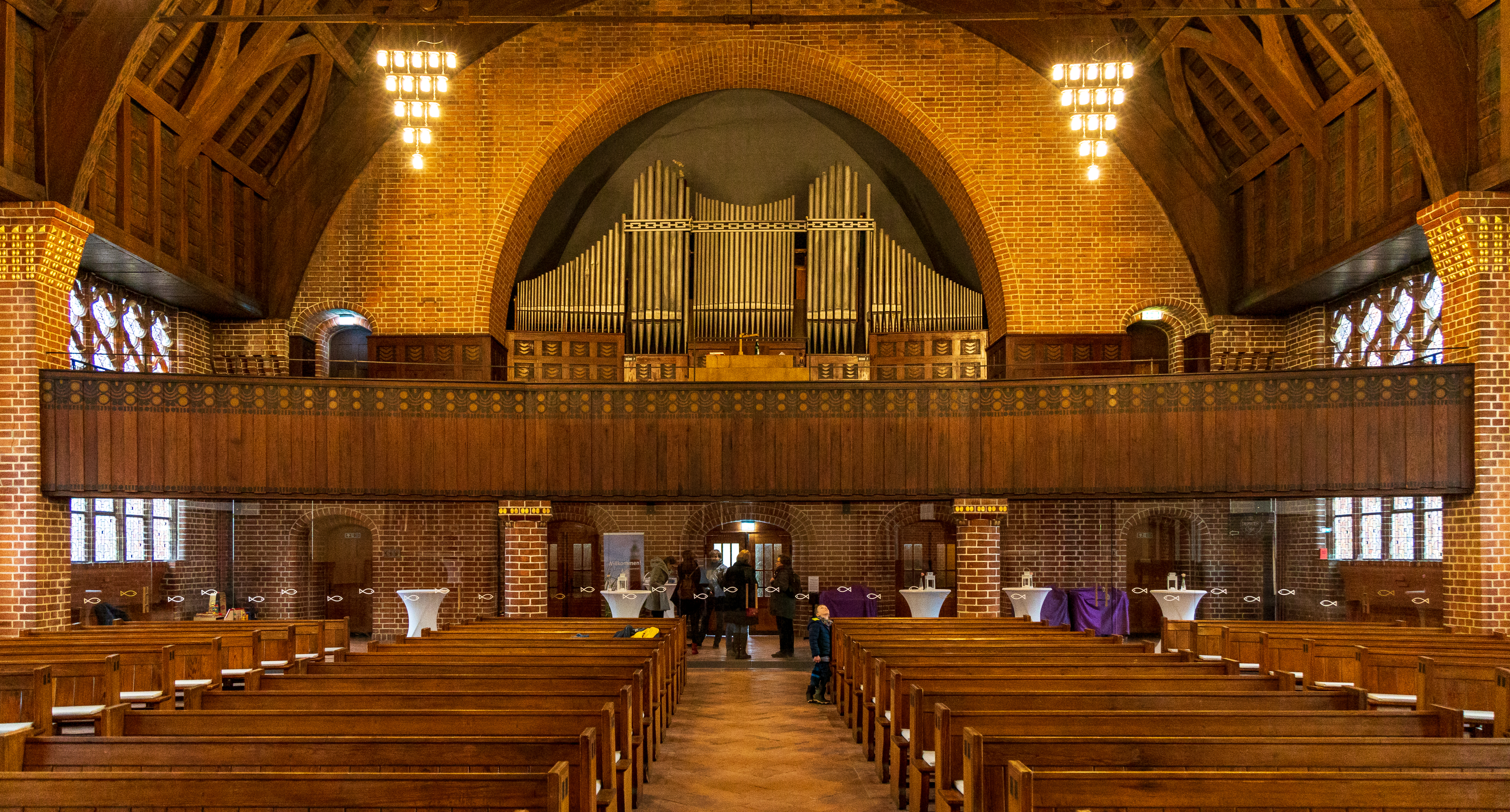
Orgel der Petrus-Kirche Kiel-Wik

Die Orgel steht noch heute an ihrem ursprünglichen Platz, ist jedoch nicht mehr in Funktion (Stand Februar 2021). Nach erfolglosen Reparaturversuchen gilt sie seit 1964 als nicht reparabel. Über Jahre wurde vermutet, dass sie ein Werk der Orgelbaufirma Sauer aus Frankfurt/Oder ist. Dies konnte leider nicht bestätigt werden.

## Glocken
1907 erhielt die Kirche ihre erste Glocke. Sie wurde von der Gießerei Ohlsson in Lübeck gegossen und hat den Schlagton a'. Sie hing allein im offenen Turm. Da nur eine Glocke für diesen stattlichen Turm zu wenig schien, goss 1927 wieder die Gießerei Ohlsson zwei weitere Bronzeglocken für die Kirche. Sie haben die Töne d' und fis'. Die drei Glocken überstanden den Zweiten Weltkrieg schadlos und läuten noch heute in ihrer mittlerweile leicht verzogenen Schlagtonfolge d', fis' und a'.

## Gedenktafeln und Denkmal
Einige der Gedenktafeln für verunglückte oder gefallene Marinesoldaten kamen nach 1945 ins Marine-Ehrenmal Laboe.

### Gedenktafeln im Innenbereich
Unter dem runden Löwenkopf-Medaillon an der Stirnwand der Kirche links des Altarraumes finden sich zwei Tafeln aus rotem Marmor mit goldener Gravur zur Erinnerung an die im Ersten Weltkrieg gefallenen Torpedosteuerleute der Ostseestation (linke Platte) und die bei einem Unfall umgekommenen Seeleute des Torpedobootes G 171, das bei einem Manöver am 14. September 1912 mit dem Linienschiff Zähringen kollidierte und sank (rechte Platte).
Unter der Orgelempore befindet sich eine Gedenktafel für drei Marinesoldaten, die ums Leben kamen, als U 3 im Januar 1911 im Kieler Hafen sank. Eine weitere Gedenktafel erinnert an Friedrich Karl Freiherr von Maltzahn, der am 28. August 1914 im ersten Seegefecht bei Helgoland mit der Mainz unterging.

### Gedenktafeln und Denkmal im Außenbereich
Eine bronzene Gedenktafel im äußeren Eingangsbereich links von den Toren der Kirche erinnert an 718 Deckoffiziere der Kaiserlichen Marine, die im Ersten Weltkrieg den Tod fanden.
Gegenüber findet sich im äußeren Eingangsbereich rechts eine bronzene Gedenktafel für die im Ersten Weltkrieg Gefallenen des Ingenieuroffizierkorps der Marine.
Ein mannshoher, vorwärts schreitender, aber rückwärts blickender Löwe auf einem Sockel im Bogengang der Garnisonkirche aus glasiertem, rötlichem Steinzeug erinnert an die im Ersten Weltkrieg Gefallenen der Torpedowaffe. Er wurde von der Kieler Kunst-Keramik AG hergestellt, der Entwurf stammt von Fritz Theilmann. Eine seitlich angebrachte Tafel weist darauf hin, dass 1328 Seeleute der Torpedowaffe umkamen und 103 Torpedoboote sanken.

## Bildmotiv
Eine Darstellung der Petruskirche wurde als Motiv auf dem Kieler Weihnachtsbecher 2007 verwendet.